# Іскра Велінова
Іскра Велінова (болг. Искра Велинова; нар. 18 серпня 1953) — болгарська спортсменка, академічна веслувальниця, срібна призерка Олімпійських ігор з академічного веслування в четвірці розпашній з рульовим, призер чемпіонатів світу.

## Спортивна кар'єра
1975 року завоювала у складі збірної Болгарії на чемпіонаті світу в Ноттінгемі срібну медаль в змаганнях  четвірок парних з рульовою.
1976 року на Олімпійських іграх у складі болгарської четвірки парних з рульовою Велінова була четвертою.
1977 року на чемпіонаті світу в Амстердамі Велінова завоювала срібло в змаганнях серед одиночок.
На чемпіонаті світу 1978 року була четвертою серед одиночок, а 1979 — шостою серед одиночок.
На Олімпійських іграх 1980, за відсутності на Олімпіаді через бойкот ряду команд західних та ісламських країн, Велінова у складі четвірки розпашної з рульовим у фінальному заїзді прийшла до фінішу другою, завоювавши разом з подругами Марійкою Модевою, Ритою Тодоровою, Гінкою Гюровою та рульовою Надею Філіповою срібну нагороду.
1981 року на чемпіонаті світу в Мюнхені Велінова разом з Анкою Баковою завоювала бронзу у двійках парних.
1983 року  на чемпіонаті світу зайняла шосте місце у двійках парних.
1985 року на чемпіонаті світу в одиночках не змогла пройти в головний фінал, а у втішному фінішувала другою, зайнявши загальне восьме місце.
1986 року на чемпіонаті світу зайняла четверте місце у двійках парних.
1988 року на Олімпійських іграх у складі болгарської четвірки парних Велінова була четвертою.

### Виступи на Олімпіадах
| Олімпіада     | Дисципліна                           | Місце  |
| ------------- | ------------------------------------ | ------ |
| Монреаль 1976 | четвірки парні з рульовим (жінки)    | 4      |
| Москва 1980   | четвірки розпашні з рульовим (жінки) | Срібло |
| Сеул 1988     | четвірки парні (жінки)               | 4      |